# Hyalonema grandancora
Hyalonema grandancora är en svampdjursart som först beskrevs av Lendenfeld 1915.  Hyalonema grandancora ingår i släktet Hyalonema och familjen Hyalonematidae. Inga underarter finns listade i Catalogue of Life.